# Vilinska pećina
Vilinska pećina nalazi se kod naselja Sebešić na lokalitetu Vilinska kosa u novotravničkoj općini.
Ulaz u pećinu koji se nalazi s južnes stane obrastao je gustom listopadnom šumom. Među najbogatijim je pećinama u BiH po količini različitih pećinskih ukrasa. U lijevom kraku pećine nakon 30 metara od ulaza nalazi se prva dvorana koja je duga 40, a široka 20 metara. Visina joj varira i iznosi između dva i osam metara. Zapadno od prve dvorane nalazi se druga dvorana površine 8x10 metara i visine 6 metara. Druga dvorana je ujedno i posljednja dvorana u lijevom kraku pećine. U desnom kraku desetak metara od ulaza nalazi se prva dvorana iz koje se može preći u drugu dvoranu kroz uski prolaz visine 70 cm. Druga dvorana je duga 8 i široka 6 metara s visinom od 10 metara. Iz druge dvorane kroz manji otvor vidljiva je treća dvorana u kojoj se nalazi malo jezero. Pećina je nedovoljno istražena, a moguće je da postoji još dvorana.
Geomorfološki je spomenik prirode.